# صومعه جواری
صومعه جواری (انگلیسی: Jvari) یک صومعه در متسختا، گرجستان است.
این صومعه در سال ۵۴۵ تأسیس و در سال‌های ۵۸۶–۶۰۵ تکمیل شده‌است، صومعه جواری در سال ۱۹۹۴ در فهرست میراث جهانی یونسکو ثبت شده‌است.

## نگارخانه

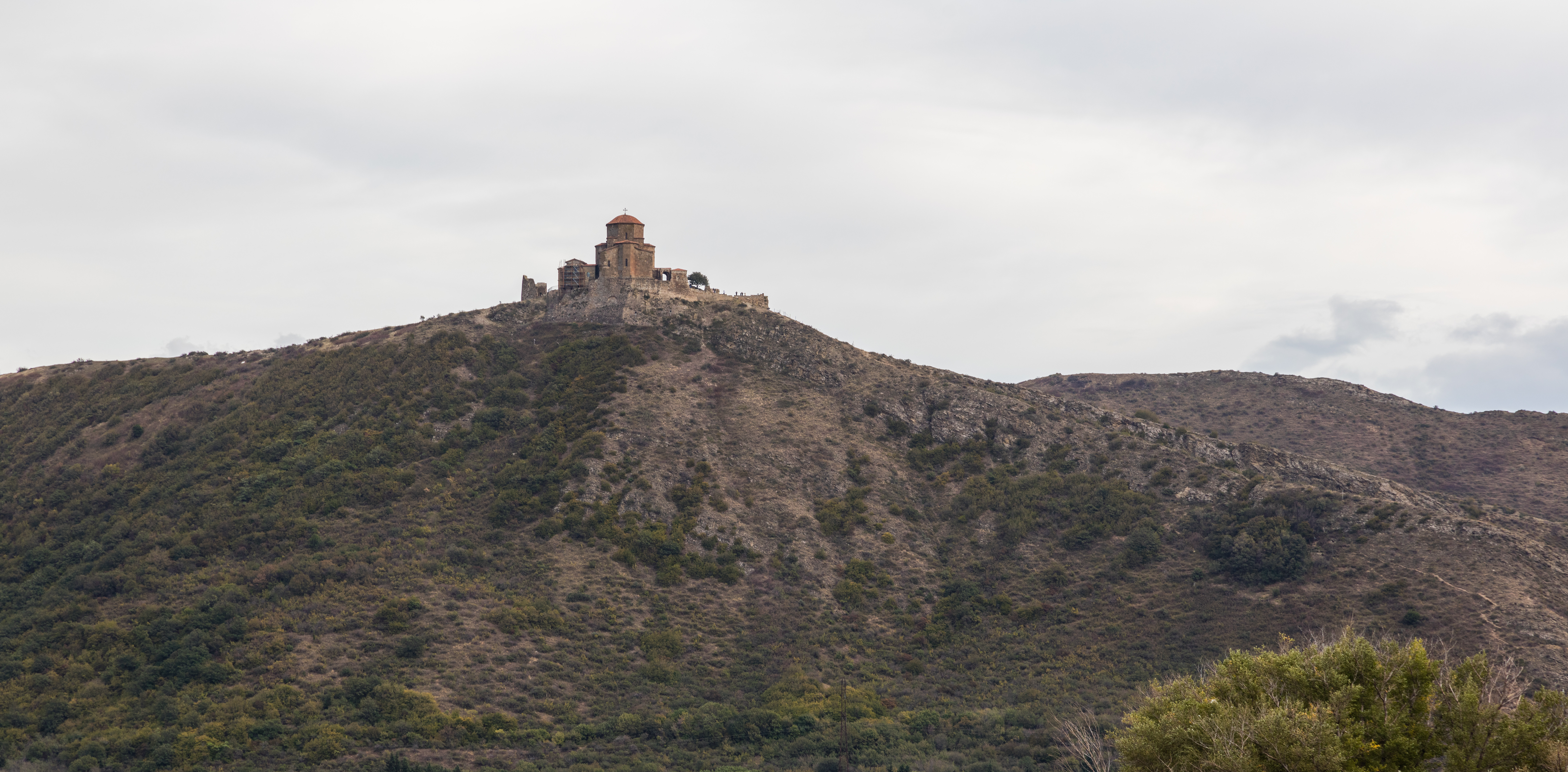
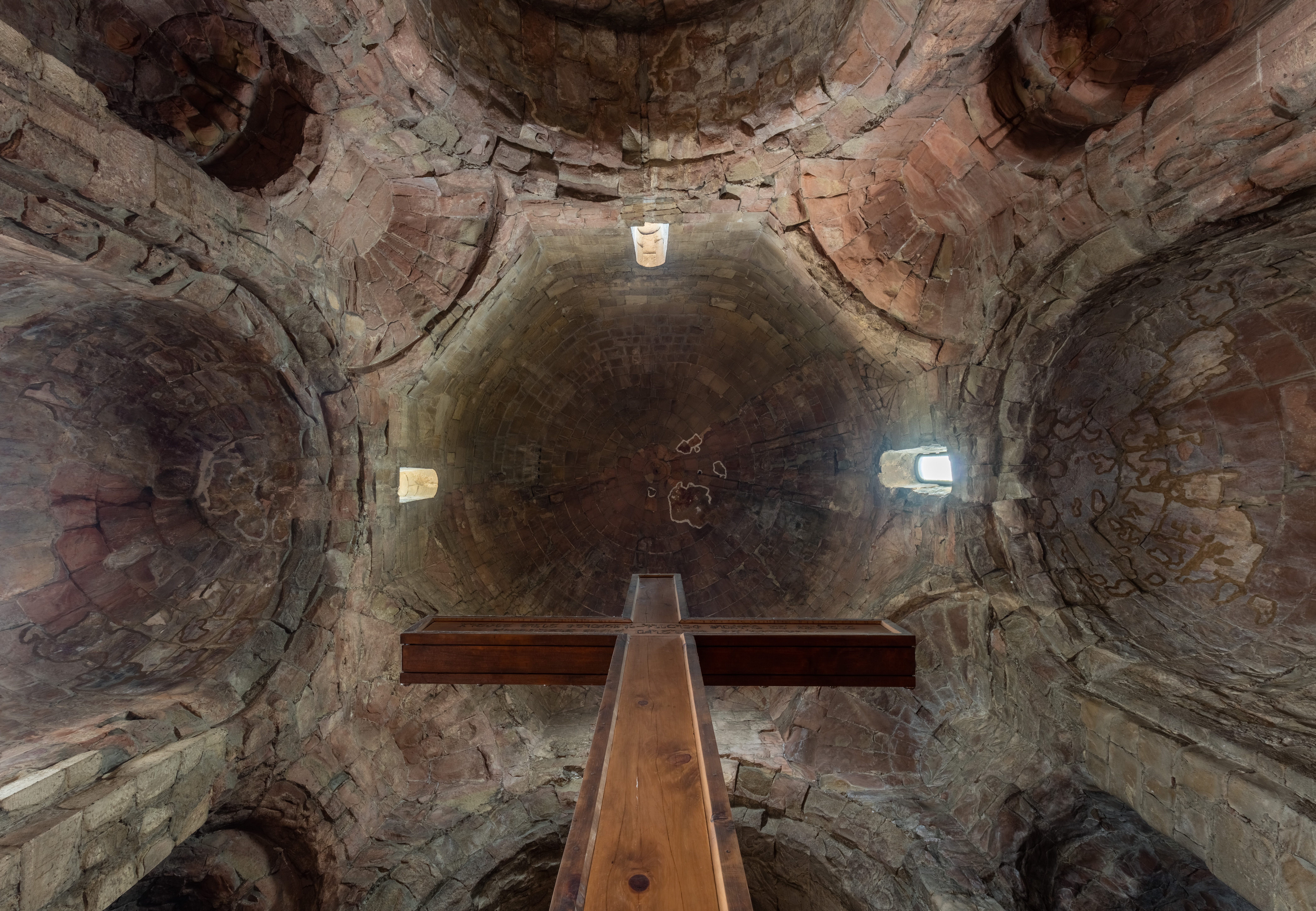
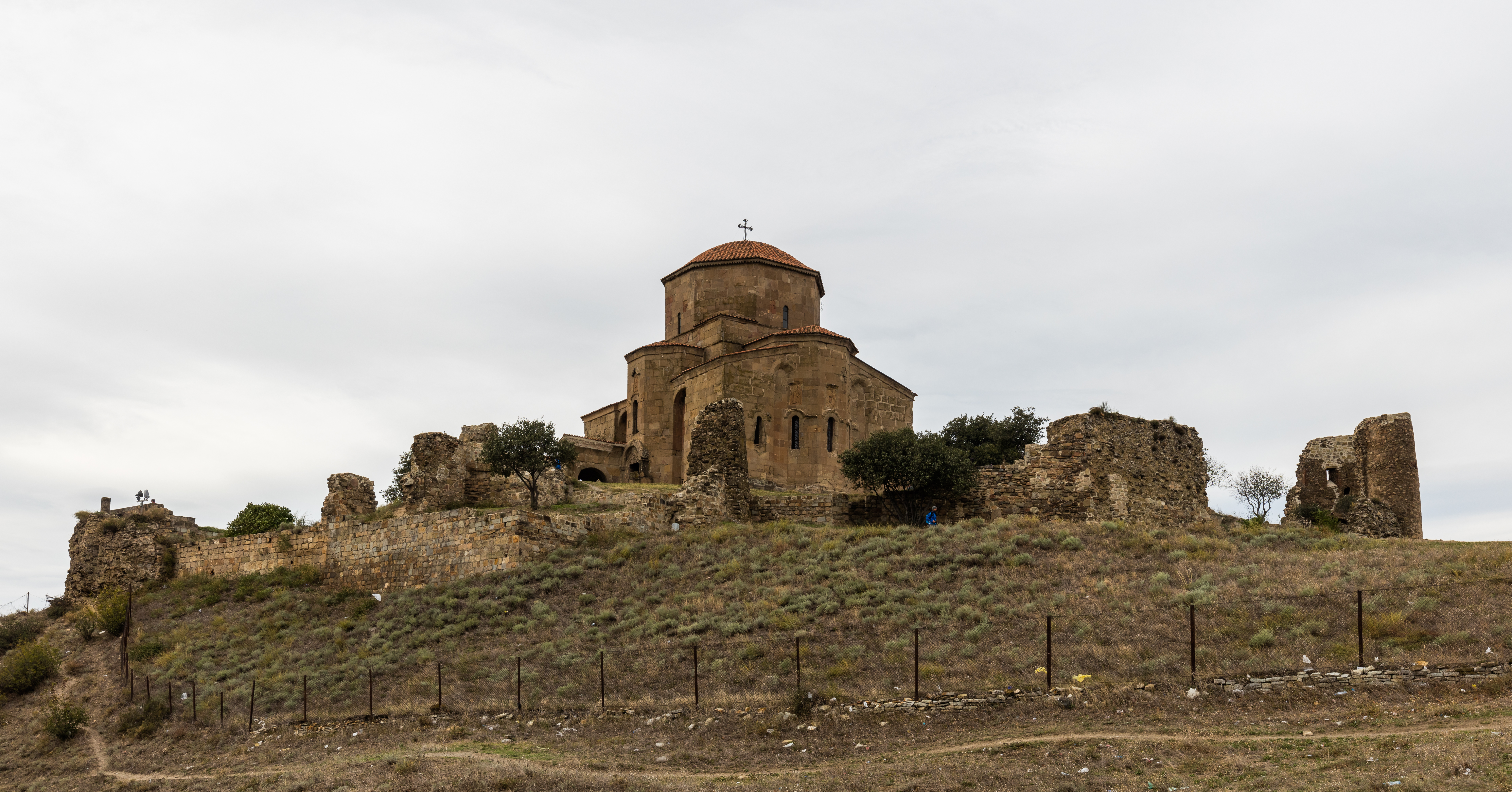

سراسرنمایی از موقعیت صومعه جواری